# Drin
De Drin (Albanees: Drin, bepaalde vorm Drini; Servisch: Дрим, Drim) is een rivier op de Balkan. Het is de voornaamste rivier van Albanië, die in het noordoosten van het land bij Kukës ontstaat uit de samenvloeiing van twee bronrivieren: de Witte Drin en de Zwarte Drin. De Zwarte Drin is de langste van beide. Het totale stroomgebied van de Drin meet 11.756 km².
De Witte Drin (Albanees: Drini i Bardhë; Servisch: Бели Дрим; Beli Drim) is 134 km lang, waarvan 19 km in Albanië. Ze ontspringt in Kosovo op de zuidelijke hellingen van de berg Žljeb ten noorden van de stad Peć. Het stroomgebied van de Witte Drin in Kosovo bedraagt 4360 km². De Witte Drin heeft een stroomgebied van 604 km².
De Zwarte Drin (Albanees: Drini i Zi; Macedonisch: Црн Дрим; Crn Drim) is 149 km lang, ontspringt uit het Meer van Ohrid bij Struga in Noord-Macedonië en loopt vervolgens in noordelijke richting. Na ongeveer 50 kilometer stroomt de rivier ten westen van Debar Albanië binnen.
De Drin loopt in Albanië vrijwel onafgebroken door stuwmeren. Het Fierzëmeer (Liqeni i Fierzës, 72,5 km²) wordt door beide bronrivieren gevoed: de monding van de Witte Drin in dit meer ligt in Kosovo. Het is het grootste stuwmeer van Albanië. Verder stroomafwaarts ligt het Komanmeer, waarover de ferry vaart die het afgelegen bergdistrict Tropojë met de rest van het land verbindt. Net daarachter ligt het Vau i Dejësmeer.
De Drin bereikt de zee langs twee wegen: als de kustvlakte is bereikt, splitst de rivier zich sinds 1858 in de noordelijke Grote Drin (Drini i Madh) en de zuidelijke Kleine Drin (Drini i Lezhës). De Kleine Drin, de oorspronkelijke stroom, mondt even ten westen van de stad Lezhë via de lagunes van het Natuurreservaat Kune-Vain direct uit in de Adriatische Zee, die hier de Dringolf heet (Gjiri i Drinit). De hoofdstroom verenigt zich bij de stad Shkodër met de Bunë (Servisch: Bojana), die kort daarvoor het Meer van Shkodër heeft verlaten. Onder die naam bereikt de noordelijke stroom 32 km later eveneens de Dringolf.
Bistricë · Bunë · Cem · Devoll · Drin · Drino · Erzen · Fan · Gjanicë · Ishëm · Kir · Lanë · Mat · Osum · Seman · Shalë · Shkumbin · Shushicë · Valbonë · Vjosë